# Dương Tân Hải
Dương Tân Hải (tiếng Trung: 杨新海) (ngày 17 tháng 7 năm 1968 - ngày 14 tháng 2 năm 2004) là một kẻ giết người hàng loạt người Trung Quốc đã thú nhận đã ra tay sát hại 65 người và làm 10 người khác bị thương. Đối với nạn nhân là đàn ông, Dương Tân Hải đánh vào đầu cho đến chết. Với phụ nữ, Dương Tân Hải hãm hiếp rồi sát hại. Còn với trẻ em, cách thức sát hại của tên này còn dã man hơn.
Dương Tân Hải được coi là tên sát nhân tàn bạo nhất không chỉ trong lịch sử Trung Quốc mà còn toàn thế giới. Hải được người dân Trung Quốc gọi là "con quái vật điên loạn".

## Tiểu sử
Hải sinh ra trong một trong những gia đình nghèo nhất trong một làng quê thuộc huyện Chính Dương, Trú Mã Điếm, tỉnh Hà Nam, Trung Quốc. Hải là con út trong gia đình 4 người con. Từ nhỏ, Dương Tân Hải đã được biết đến là đứa trẻ thông minh nhưng rất ngỗ ngược, khó bảo. 
Hải bỏ học vào năm 1985 và bắt đầu đi lang thang khắp Trung Quốc để tìm việc làm. Quãng đời tù tội của Hải cũng bắt đầu từ đó và cũng là một trong những nguyên nhân gián tiếp dẫn đến những tội ác của hắn sau này.

## Tội ác
Trong năm 1988 và 1991, Dương Tân Hải đã bị kết án cải tạo lao động ở Tây An vì đã trộm cắp ở Tây An, Thiểm Tây và Thạch Gia Trang, Hà Bắc 
Tuy nhiên, 3 năm sau tức vào năm 1991, Hải lại tiếp tục thực hiện vụ cướp thứ 2. 
Năm 1996, Hải lĩnh án tù đầu tiên khi 28 tuổi. Với tội hãm hiếp 1 bé gái cùng làng, Hải bị phạt 5 năm tù, song hắn chỉ phải ngồi tù 3 năm rồi được ân xá thả về trước hạn vào năm 1999.
Các vụ giết người của Dương Tân Hải đã diễn ra từ năm 1999 đến năm 2003 tại các tỉnh An Huy, Hà Bắc, Hà Nam và Sơn Đông. Vào ban đêm, hắn vào nhà nạn nhân, và giết tất cả những người cư ngụ trong nhà - nạn nhân chủ yếu là nông dân, bằng rìu, búa và xẻng, đôi khi hắn giết chết toàn bộ thành viên trong gia đình. Mỗi lần hắn mặc quần áo mới và giày dép lớn.
Trong năm 2002, Dương đã giết chết một người cha và một bé gái sáu tuổi bằng một cái xẻng và hãm hiếp một phụ nữ đang mang thai -  người sống sót sau cuộc tấn công với chấn thương đầu nghiêm trọng.
Nguyên nhân Hải có hành động thú tính như vậy là bởi vì có liên quan đến việc chia tay với bạn gái.

## Bị bắt và xét xử
Dương Tân Hải đã bị bắt giữ vào ngày 3 tháng 11 năm 2003 sau khi có hành vi đáng khả nghi khi cảnh sát đang tuần tra thường lệ các địa điểm vui chơi giải trí trong Thương Châu, Hà Bắc. Công an đã thẩm vấn và phát hiện ra rằng hắn đã bị truy nã vì tội giết người tại bốn tỉnh. Khi tin bị bắt và tội ác của Dương Tân Hải được loan đi, các phương tiện truyền thông gọi hắn là "tên giết người quái vật".
Một thời gian ngắn sau khi bị bắt, Dương Tân Hải thú nhận đã thực hiện 65 vụ giết người, 23 vụ hiếp dâm và 5 vụ tấn công gây thương tích nghiêm trọng: 49 vụ giết người, hiếp dâm và 17 cuộc tấn công ở Hà Nam; tám vụ giết người và ba vụ hiếp dâm ở Hà Bắc, sáu vụ giết người và hai vụ hiếp dâm ở An Huy và hai vụ giết người và một vụ hiếp dâm ở Sơn Đông. Cảnh sát cũng so sánh thấy DNA của hắn trùng với dấu vết tìm thấy tại một số hiện trường xảy ra tội ác Sau đó người ta phát hiện ra rằng Dương Tân Hải bị nhiễm HIV từ một trong những nạn nhân của mình. Ngày 1 tháng 2 năm 2004, Dương Tân Hải bị kết tội 67 vụ giết người và 23 vụ hiếp dâm, và bị kết án tử hình tại Tòa án Nhân dân Trung cấp Thành phố Tháp Hà, Hà Nam. 
Tại thời điểm kết án của hắn, phương tiện truyền thông chính thức của Trung Quốc tin rằng hắn là kẻ giết người đã thực hiện nhiều vụ giết người ghê rợn nhất và trong thời gian kéo dài nhất của Trung Quốc. Dương Tân Hải đã bị hành quyết vào ngày 14 tháng 2 năm 2004 bằng hình thức xử bắn.